# Карл ІІ, князь Шварценберґ
Карл II, князь Шварценберґ (Карл Філіп Борромеус, князь Шварценберґ) (21 січня 1802, Відень — 15 червня 1858, Відень) — австрійський та чеський дворянин, фельдцойґмайстер, який брав участь у Першій італійській війні за незалежність. Він був губернатором Трансільванії від 1851 до 1858 року.

## Життєпис
Карл був сином відомого фельдмаршала Карла Філіпа, князя Шварценберґа (1771–1822) та графині Марії Анни фон Гогенфельд (1768–1848).
Його двома братами були Фрідріх Карл (1800–1870) та Едмунд цу Шварценберґ (1803–1873), молодший з яких також став фельдмаршалом.
В середині лютого 1821 року він вступив до лав Габсбурзької армії. У 1834 році став полковником, а в 1840 році отримав звання генерал-майора та очолив бригаду в Брно. На початку січня 1848 року йому було доручено командування дивізією, на посаді, яка яка звільнилася в Брешії, а 7 лютого 1848 року його було призначено фельдмаршалом-лейтенантом (ФМЛ).
На початку Першої італійської війни за незалежність 18 березня 1848 року в Брешії відбулися повстання проти австрійського правління. 22 березня Шварценберґ та його війська покинули Брешію, щоб приєднатися до армії фельдмаршала графа Радецького, який відступав з Мілана. Шварценберг досяг Креми 24 березня, де об'єднався з головними силами імперської армії та відступив далі до Верони. Князю Шварценберґу було доручено командувати дивізією I корпусу під командуванням полководця Вратислава фон Митровіца. 6 травня він був легко поранений сардинською кулею в битві при Санта-Лючії. Він знову відзначився в наступній кампанії 1849 року як генерал дивізії в складі I резервного корпусу під командуванням ФМЛ Густава фон Вохера в битві під Новарою.
Після Віньяльського перемир'я 24 березня 1849 року він 20 червня прийняв командування спостережним корпусом у Форарльберзі, а після підписання Міланського миру 6 серпня 1849 року, з 16 жовтня став виконувачем обов'язків губернатора та військовим губернатором Ломбардії в Мілані; він також перебував у Паулло. Наступного року, 18 грудня 1850 року, йому було доручено командувати IV корпусом, а 29 квітня 1851 року – призначено цивільним і військовим губернатором Трансильванії.
На знак визнання його заслуг 16 грудня 1852 року він був нагороджений орденом Золотого руна, а 24 квітня 1854 року його підвищено до фельдцойґмайстера. Князь залишався в Трансільванії до 1858 року, яку мусив покинути 6 квітня через важку хворобу. Лікування в Карлсбаді було вже марним, і він помер, повернувшись до Відня наприкінці червня 1858 року.

### Шлюб і нащадки
Князь одружився 26 липня 1823 року з Жозефіною графинею Вратиславою Мітрович (16 квітня 1802 — 17 квітня 1881). У них був один син:
- Карл III, князь Шварценберґ (5 липня 1824 — 29 березня 1904), кавалер ордена Золотого руна, прапрадід чеського політика Карела Шварценберґа.